# Inter Europol Competition
Inter Europol Competition est une écurie de sport automobile polonaise fondée en 2010. Elle participe à différents championnats tels que les Asian Le Mans Series, les European Le Mans Series, le championnat VdeV et le Boss GP.
Inter Europol, le partenaire titre de l'écurie, est une entreprise polonaise leader dans la fabrication de pain et produits de boulangerie en Pologne. Le vert représente les champs et le jaune représente le soleil.

## Historique

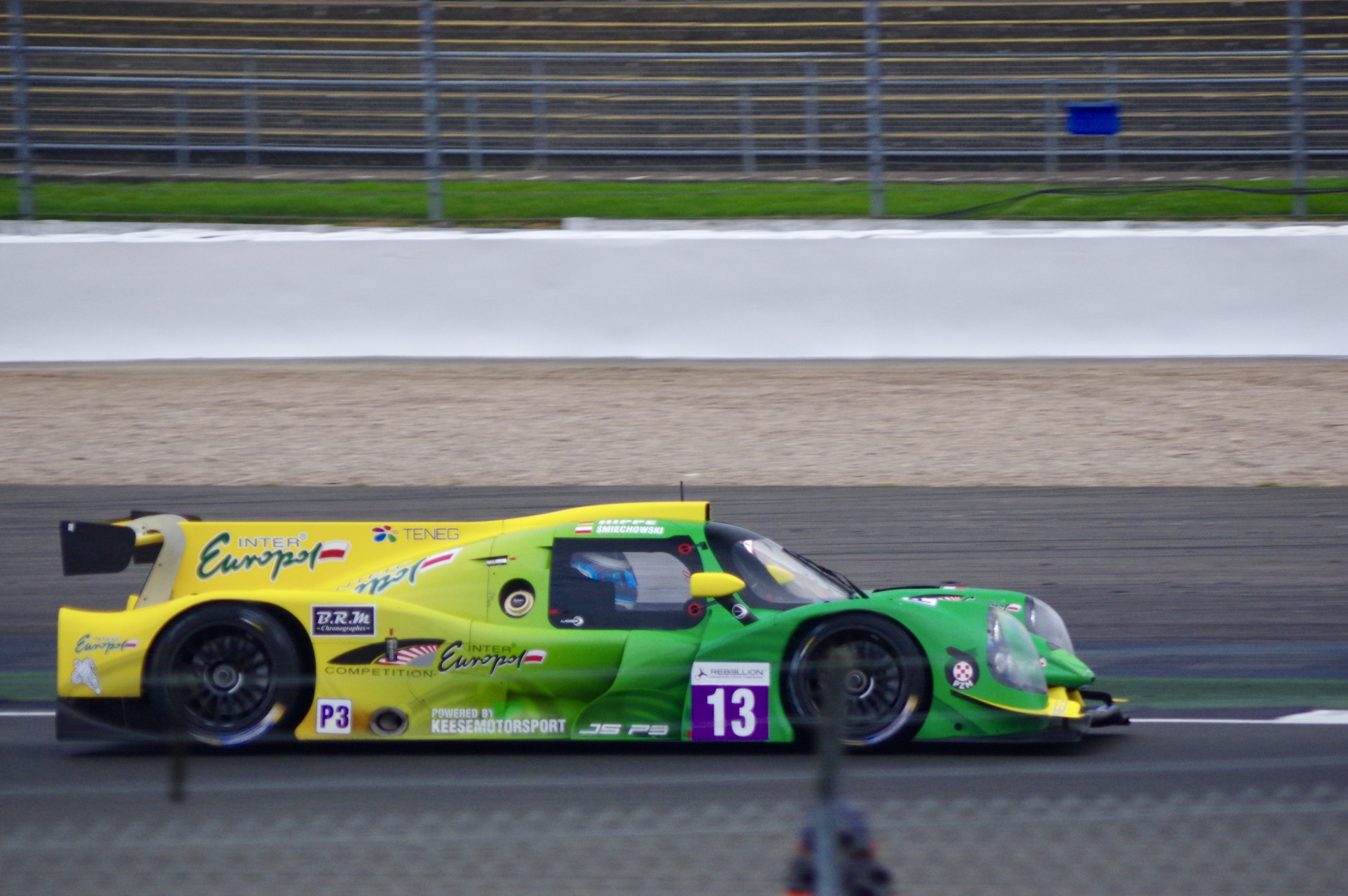
Ligier JS P3 de l'écurie en 2017.

En 2017, l'écurie polonaise Inter Europol Competition, après avoir remporté le Championnat VdeV dans la catégorie Endurance GT / Tourisme / LMP / PFV la saison précédente, se réengage dans ce championnat, avec deux Ligier JS P3. Elle s'inscrit aussi dans le championnat European Le Mans Series dans la catégorie LMP3 afin d'y faire également rouler une Ligier JS P3. Comme la saison précédente, Jakub Śmiechowski remporte le titre LMP3 de la catégorie Challenge Endurance GT/Tourisme/LMP/PFVGT/Tourisme du championnat VdeV. En European Le Mans Series, l'écurie ne monte qu'une fois sur le podium, aux 4 Heures du Castellet.
En 2018, c'est avec deux Ligier JS P3 que Inter Europol Competition prend part aux European Le Mans Series et au championnat VdeV,. L'écurie s'engage aussi avec deux Ligier JS P3 en Asian Le Mans Series, pour la première fois. La voiture n°13 a un équipage stable durant la saison, avec Martin Hippe et Jakub Śmiechowski en European Le Mans Series. Sur la  n°14, six pilotes se relayent pendant la saison. Pour la première fois, l'écurie remporte une course en European Le Mans Series, les 4 Heures de Portimão et monte sur la 3e marche du podium lors des 4 Heures du Red Bull Ring. Ces performances permettent à la Ligier JS P3 n°13 de l'écurie de marquer 70.25 points et de finir à la 2e place en LMP3.
En 2023, Inter Europol Competition participe pour la seconde année consécutive au Championnat du monde d'endurance avec une Oreca 07 dans la catégorie LMP2. Bien qu'Alex Brundle ait un contrat de deux ans avec l'écurie, celui-ci ne fût pas honoré tout comme celui d'Esteban Gutiérrez. La voiture a ainsi été confiée à Jakub Śmiechowski qui a été rejoint par Fabio Scherer, pilote ayant déjà roulé avec l'écurie en European Le Mans Series la saison précédente et Albert Costa, ancien pilote usine Lamborghini ,. Pour les 24 Heures du Mans, 4e épreuve du Championnat du monde d'endurance, l'écurie a pu inscrire une seconde voiture en catégorie LMP2. Celle-ci est pilotée par les Danois Anders Fjordbach et Jan Magnussen et par l'américain Mark Kvamme. Comme les saisons précédentes, l'écurie polonaise participe également au championnat European Le Mans Series mais avec seulement deux voitures. L'Oreca 07 n°43 est confiée au pilote sud-africain Jonathan Aberdein, au pilote angolais Rui Andrade et au pilote britannique Olli Caldwell, et la Ligier JS P320 n°13 est pilotée par le Britannique Kai Askey, l'Américain Wyatt Brichacek (en) et le Portugais Miguel Cristóvão. La seconde LMP3 de l'écurie s’étant vu refuser de participer au championnat European Le Mans Series, elle fût basculée dans le championnat Michelin Le Mans Cup où Inter Europol Competition a ainsi participé avec trois Ligier JS P320,.

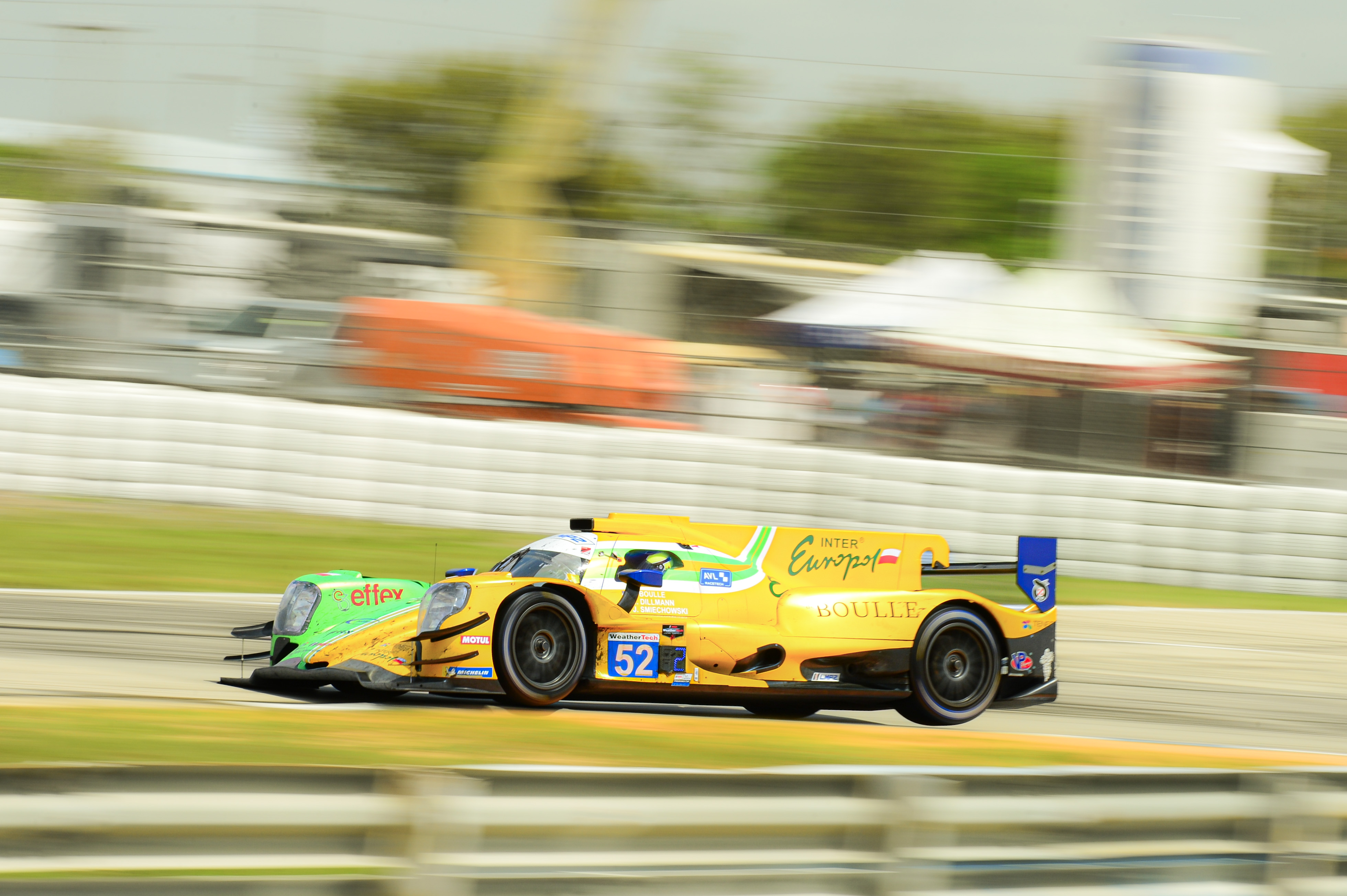
L'Oreca 07 de l'écurie Inter Europol par PR1 Mathiasen Motorsports lors des 12 Heures de Sebring 2024.

En 2024, Inter Europol Competition s'associe avec l'écurie américaine PR1/Mathiasen Motorsports afin de participer au championnat WeatherTech SportsCar Championship dans la catégorie LMP2. Le pilote français Tom Dillmann est engagé au sein de l'écurie et fait équipe avec l'Américain Nick Boulle et le Polonais Jakub Śmiechowski. Le pilote brésilien Pietro Fittipaldi complète l'équipage pour les 24 Heures de Daytona à la place du Français Clément Novalak originellement prévu. Les LMP2 n'étant plus admises dans le Championnat du monde d'endurance, l'écurie s'est résolue à inscrire deux Oreca 07 en European Le Mans Series. La n°34 est confiée au pilote italien Luca Ghiotto, au pilote britannique Oliver Gray et au pilote français Clément Novalak, la n°43 au pilote mexicain Sebastián Álvarez (en) et aux pilotes français Tom Dillmann et Vladislav Lomko. Une Ligier JS P320 est également inscrite dans la catégorie LMP3, donnée au pilote britannique Kai Askey, au pilote russe Alexander Bukhantsov et au pilote portugais Pedro Perino,. L'écurie dépose aussi deux dossiers d'inscription aux 24 Heures du Mans mais contrairement à la saison passée, seule une voiture est retenue. Celle-ci est confiée à Jakub Śmiechowski, Clément Novalak et Vladislav Lomko. L'écurie a également émis la volonté de revenir en Asian Le Mans Series afin d'y faire concourir une voiture en LMP2 et une en LMP3. Elle a ensuite changé sa décision et engagé deux Ligier JS P320 dans ce championnat. La n°34 est confiée au Canadien Daniel Ali, au Britannique Tim Creswick et au Belge Douwe Dedecker, et la n°43 au Néo-zélandais Steve Brooks, au Danois Mikkel Kristensen et au Suisse Kévin Rabin,.
En 2025, l'écurie participe au championnat américain WeatherTech SportsCar Championship dans la catégorie LMP2. Contrairement à la saison précédente, la voiture n'est pas engagée en collaboration avec la structure américaine PR1/Mathiasen Motorsports mais l'écurie s'appuie tout de même sur celle-ci pour l'administration et la logistique,,. Le Français Tom Dillmann prolonge son engagement au sein de l'écurie et fait équipe avec l'Américain Jon Field. Ils sont accompagnés pour les manches Endurance Cup par le pilote américain Bijoy Garg (en). António Félix da Costa complète l'équipage pour les 24 Heures de Daytona. Comme la saison précédente, Inter Europol Competition inscrit également deux Oreca 07 en European Le Mans Series. La n°34 est confiée au pilote portugais Pedro Perino, au pilote français Jean-Baptiste Simmenauer et au pilote italien Luca Ghiotto. La n°43 échoit à Jakub Śmiechowski, Tom Dillmann et Nick Yelloly. Une Ligier JS P325 est également inscrite dans la catégorie LMP3, pilotée par le  Britannique Timothy Creswick et le Belge Douwe Dedecker.

## Résultats

### Résultats aux24 Heures du Mans
| Année | Classe | No. | Châssis        | Moteur                     | Pilotes                                                  | Tours | Pos. | Class Pos. |
| ----- | ------ | --- | -------------- | -------------------------- | -------------------------------------------------------- | ----- | ---- | ---------- |
| 2019  | LMP2   | 34  | Ligier JS P217 | Gibson GK428 4,2 L V8 Atmo | Nigel Moore Jakub Śmiechowski James Winslow              | 325   | 45e  | 16e        |
| 2020  | LMP2   | 34  | Ligier JS P217 | Gibson GK428 4,2 L V8 Atmo | René Binder Matevos Isaakyan Jakub Śmiechowski           | 316   | 42e  | 17e        |
| 2021  | LMP2   | 34  | Oreca 07       | Gibson GK428 4,2 L V8 Atmo | Alex Brundle Jakub Śmiechowski Renger van der Zande      | 360   | 10e  | 5e         |
| 2022  | LMP2   | 34  | Oreca 07       | Gibson GK428 4,2 L V8 Atmo | Alex Brundle Esteban Gutiérrez Jakub Śmiechowski         | 365   | 17e  | 13e        |
| 2022  | LMP2   | 43  | Oreca 07       | Gibson GK428 4,2 L V8 Atmo | Pietro Fittipaldi David Heinemeier Hansson Fabio Scherer | 364   | 18e  | 14e        |
| 2023  | LMP2   | 32  | Oreca 07       | Gibson GK428 4,2 L V8 Atmo | Anders Fjordbach Mark Kvamme Jan Magnussen               | 117   | Abd. | Abd.       |
| 2023  | LMP2   | 34  | Oreca 07       | Gibson GK428 4,2 L V8 Atmo | Albert Costa Fabio Scherer Jakub Śmiechowski             | 328   | 9e   | 1re        |
| 2024  | LMP2   | 34  | Oreca 07       | Gibson GK428 4,2 L V8 Atmo | Vladislav Lomko Clément Novalak Jakub Śmiechowski        | 297   | 14e  | 2e         |

### Résultats enChampionnat du monde d'endurance
| Année | Classe | no | Châssis  | Moteur                              | 1        | 2        | 3     | 4     | 5      | 6        | Classements | Points |
| ----- | ------ | -- | -------- | ----------------------------------- | -------- | -------- | ----- | ----- | ------ | -------- | ----------- | ------ |
| 2021  | LMP2   | 34 | Oreca 07 | Gibson GK428 4,2 L V8 atmosphérique | SPA 5    | POR 5    | MNZ 4 | LMS 3 | BHR 9  | BHR 5    | 5e          | 84     |
| 2022  | LMP2   | 34 | Oreca 07 | Gibson GK428 4,2 L V8 atmosphérique | SEB N.c. | SPA Abd. | LMS 8 | MON 4 | FUJ 11 | BHR N.c. | 11e         | 28     |

### Résultats enEuropean Le Mans Series
| Année | Classe | no | Châssis        | Moteur                      | 1                 | 2                 | 3                 | 4                 | 5                 | 6                | Points | Classement |
| ----- | ------ | -- | -------------- | --------------------------- | ----------------- | ----------------- | ----------------- | ----------------- | ----------------- | ---------------- | ------ | ---------- |
| 2016  | LMP3   | 13 | Ligier JS P3   | Nissan VK50VE 5,0 l V8 Atmo | SIL Abd.          | IMO gén:34 cls:15 | RBR Abd.          | LEC gén:19 cls:7  | SPA gén:15 cls:6  | EST gén:12 cls:5 | 24,5   | 10e        |
| 2017  | LMP3   | 13 | Ligier JS P3   | Nissan VK50VE 5,0 l V8 Atmo | SIL gén:16 cls:6  | MON gén:16 cls:6  | RBR gén:13 cls:5  | LEC gén:14 cls:2  | SPA gén:15 cls:4  | POR Abd.         | 56     | 5e         |
| 2018  | LMP3   | 13 | Ligier JS P3   | Nissan VK50VE 5,0 l V8 Atmo | LEC gén:21 cls:6  | MON gén:17 cls:4  | RBR gén:20 cls:3  | SIL gén:17 cls:5  | SPA gén:29 cls:12 | POR gén:10 cls:1 | 70.25  | 2e         |
| 2018  | LMP3   | 14 | Ligier JS P3   | Nissan VK50VE 5,0 l V8 Atmo | LEC gén:30 cls:12 | MON gén:35 cls:15 | RBR gén:32 cls:11 | SIL gén:29 cls:13 | SPA gén:35 cls:15 | POR gén:18 cls:8 | 6.25   | 15e        |
| 2019  | LMP2   | 34 | Ligier JS P217 | Gibson GK428 4,2 l V8 Atmo  | LEC 14            | MON 13            | BAR Abd.          | SIL 12            | SPA 12            | POR Abd.         | 2      | 17e        |
| 2019  | LMP3   | 13 | Ligier JS P3   | Nissan VK50VE 5,0 l V8 Atmo | LEC 3             | MON 2             | BAR 1             | SIL 2             | SPA 2             | POR 11           | 94.5   | 2e         |
| 2019  | LMP3   | 14 | Ligier JS P3   | Nissan VK50VE 5,0 l V8 Atmo | LEC 11            | MON 9             | BAR Abd.          | SIL Abd.          | SPA 6             | POR 7            | 16.5   | 12e        |
| 2020  | LMP2   | 34 | Ligier JS P217 | Gibson GK428 4,2 l V8 Atmo  | LEC 7             | SPA 11            | LEC 6             | MON 12            | POR Abd.          |                  | 15.5   | 12e        |
| 2020  | LMP3   | 13 | Ligier JS P320 | Nissan VK56 5,6 l V8 Atmo   | LEC 2             | SPA Abd.          | LEC 3             | MON 1             | POR 3             |                  | 73     | 2e         |
| 2021  | LMP3   | 13 | Ligier JS P320 | Nissan VK56 5,6 l V8 Atmo   | BAR 3             | RBR 4             | LEC Nc.           | MON 3             | SPA Nc.           | POR 1            | 67     | 4e         |
| 2021  | LMP3   | 14 | Ligier JS P320 | Nissan VK56 5,6 l V8 Atmo   | BAR 8             | RBR 5             | LEC 6             | MON 7             | SPA Nc.           | POR 7            | 36     | 6e         |
| 2022  | LMP2   | 43 | Oreca 07       | Gibson GK428 4,2 l V8 Atmo  | LEC               | IMO               | MON               | BAR               | SPA               | POR              | *      | *          |
| 2022  | LMP3   | 13 | Ligier JS P320 | Nissan VK56 5,6 l V8 Atmo   | LEC               | IMO               | MON               | BAR               | SPA               | POR              | *      | *          |
| 2022  | LMP3   | 14 | Ligier JS P320 | Nissan VK56 5,6 l V8 Atmo   | LEC               | IMO               | MON               | BAR               | SPA               | POR              | *      | *          |

* Saison en cours.

### Résultats enAsian Le Mans Series
| Année     | Classe | no | Châssis        | Moteur                      | 1               | 2               | 3               | 4               | Position | Points |
| --------- | ------ | -- | -------------- | --------------------------- | --------------- | --------------- | --------------- | --------------- | -------- | ------ |
| 2018-2019 | LMP3   | 13 | Ligier JS P3   | Nissan VK50VE 5,0 L V8 Atmo | SHA gén:7 cls:1 | FUJ gén:8 cls:2 | THA gén:8 cls:2 | SEP gén:5 cls:1 | 1re      | 87     |
| 2019-2020 | LMP2   | 33 | Ligier JS P217 | Gibson GK428 4,2 l V8 Atmo  | SHA 4           | BEN 5           | SEP 6           | CHA 6           | 4e       | 38     |
| 2019-2020 | LMP2   | 33 | Ligier JS P217 | Gibson GK428 4,2 l V8 Atmo  | SHA 4           | BEN Abd.        | SEP 5           | CHA 7           | 5e       | 28     |
| 2019-2020 | LMP3   | 13 | Ligier JS P3   | Nissan VK50VE 5,0 L V8 Atmo | SHA 1           | BEN 2           | SEP 3           | CHA Abd.        | 3e       | 59     |
| 2019-2020 | LMP3   | 14 | Ligier JS P3   | Nissan VK50VE 5,0 L V8 Atmo | SHA             | BEN 4           | SEP             | CHA             | 9e       | 12     |
| 2019-2020 | LMP3   | 18 | Ligier JS P3   | Nissan VK50VE 5,0 L V8 Atmo | SHA             | BEN             | SEP 6           | CHA 6           | 8e       | 16     |
| 2022      | LMP3   | 13 | Ligier JS P320 | Nissan VK56 5,6 l V8 Atmo   | DUB 5           | DUB 5           | ABU 7           | ABU 5           | 7e       | 36     |

## Palmarès
- European Le Mans Series
  - Vice-champion LMP3 European Le Mans Series 2018
- Asian Le Mans Series
  - Champion LMP3 Asian Le Mans Series 2018-2019

## Pilotes
- Julius Adomavicius (2021)
- Guglielmo Belotti (2018)
- Mathias Beche (2019-2020)
- René Binder (2020)
- Philippe Bourgeois
- Alessandro Bracalente (2021)
- Alex Brundle (2021-2022)
- Dani Clos (2019)
- John Corbett (2019-2020)
- Erwin Creed (2021)
- Sam Dejonghe (2019)
- Louis Delétraz (2021)
- Luca Demarchi (2018)
- Lukas Dunner (2019)
- Henning Enqvist (2018)
- Adam Eteki (2021)
- Julien Falchero (2021)
- Pontus Fredricsson
- Danial Frost (2020)
- Gustas Grinbergas (2021)
- Esteban Gutiérrez (2022)
- Philippe Haezebrouck
- Martin Hippe (2017-2021)
- Matevos Isaakyan (2020)
- Philip Kadoorie (2020)
- Mateusz Kaprzyk (2021)
- Patryk Krupinski (2021)
- Remi Kirchdörffer
- Nathan Kumar (2019-2020)
- Dino Lunardi (2019-2020)
- Austin McCusker (2020)
- Nigel Moore (2019-2020)
- Moritz Müller-Crepon (2018)
- Mitchell Neilson (2019-2020)
- Peter Paddon (2020)
- Mattia Pasini (2021)
- Ulysse de Pauw (2021)
- Jens Petersen (2016)
- Nico Pino (2021)
- Aidan Read (2021)
- Jens Renstrup
- Léo Roussel (2019)
- Paul Scheuchner (2018-2019)
- Jakub Śmiechowski (2016-2022)
- Edward Jonasson
- Constantin Schöll (2019)
- Walter Steding
- Hendrik Still (2018)
- Adrien Tambay (2019)
- Garth Walden (en) (2020)
- Dan Wells (2020)
- Ugo de Wilde (2021)
- James Winslow (2019-2020)
- Renger Van der Zande (2021)
- Marius Zug (2021)